# Campeonato Mundial de Piragüismo en Kayak de Mar de 2017
El III Campeonato Mundial de Piragüismo en Kayak de Mar se celebró en Hong Kong (China) en 2017 bajo la organización de la Federación Internacional de Piragüismo (ICF).

## Resultados
| Evento       | Oro                    | Plata                   | Bronce                       |
| ------------ | ---------------------- | ----------------------- | ---------------------------- |
| K1 masculino | Cory Hill Australia    | Hank McGregor Sudáfrica | Jasper Mocke Sudáfrica       |
| K1 femenino  | Hayley Nixon Sudáfrica | Michelle Burn Sudáfrica | Teneale Hatton Nueva Zelanda |

## Medallero
| Núm. | País          | Oro | Plata | Bronce | Total |
| ---- | ------------- | --- | ----- | ------ | ----- |
| 1    | Sudáfrica     | 1   | 2     | 1      | 4     |
| 2    | Australia     | 1   | 0     | 0      | 1     |
| 3    | Nueva Zelanda | 0   | 0     | 1      | 1     |
|      | TOTAL         | 2   | 2     | 2      | 6     |